# زولتان کوس
زولتان کوس (انگلیسی: Zoltán Kósz؛ زادهٔ ۲۶ نوامبر ۱۹۶۷) بازیکن واترپلو اهل مجارستان بود.
وی در مسابقات کشوری و بین‌المللی در مجموع برندهٔ ۲ مدال طلا شده‌است.